# Ferrari FX
La Ferrari FX est un modèle créé en 1995 pour le compte de Ferrari par le carrossier et designer Pininfarina, à la demande du sultan de Brunei. Elle est motorisée par un moteur à 12 cylindres à plat opposés (plus communément appelé Flat-12) directement issu de la Testarossa. Seuls 7 exemplaires furent construits, dont 6 furent vendus à la famille du sultan du Brunei. L'un des modèles est aujourd'hui exposé au musée Marconi à Tustin (Californie).